# Edward J. Curtis
Edward J. Curtis (* 1827 in Worcester, Massachusetts; † Dezember 1895) war ein US-amerikanischer Politiker und von 1870 bis 1884 mehrfach amtierender Territorialgouverneur im Idaho-Territorium.

## Frühe Jahre
Edward Curtis wuchs in Massachusetts auf und besuchte bis 1848 das Princeton College, die heutige Princeton University. Danach wurde er Rechtsanwalt. Noch im Jahr 1848 zog er nach Kalifornien, wo er politisch tätig wurde. Zwischen 1855 und 1857 war er Mitglied der State Assembly. Danach wurde er für zwei Jahre Richter im Trinity County.

## Politische Laufbahn
Curtis wurde Mitglied der Republikanischen Partei. Nach seiner Zeit in Kalifornien war er zunächst in Virginia City in Nevada als Rechtsanwalt tätig. Danach zog er in das Owyhee County in Idaho. Am 4. Mai 1869 wurde Edward Curtis von Präsident Ulysses S. Grant zum Staatssekretär im Idaho-Territorium ernannt. Dieses Amt war nach der Position des Territorialgouverneurs das zweithöchste Staatsamt in einem US-Territorium. Damit war Curtis der Vertreter des Territorialgouverneurs. Mit einigen Unterbrechungen übte Curtis das Amt des Staatssekretärs bis 1890 aus. In den Jahren 1870 bis 1871 sowie im Jahr 1875 und nochmals 1884 übte er das Amt des Gouverneurs vertretungsweise aus. Das lag unter anderem daran, dass einige vom jeweiligen Präsidenten zum Territorialgouverneur ernannte Personen dieses Amt ablehnten oder nach kurzer Amtszeit wieder aufgaben. Curtis war bei der Bevölkerung sehr beliebt und viele hätten ihn selbst gern im Amt des Gouverneurs gesehen. Er brachte gleich zu Beginn seiner langen Amtszeit als Staatssekretär etwas Ruhe und Ordnung in das unruhige Territorium und legte den Grundstein für das Staatsarchiv von Idaho.
Nach der Auflösung des Idaho-Territoriums und dem Eintritt des Gebiets als Bundesstaat in die Vereinigten Staaten wurde Curtis zwischen 1890 und 1893 der erste Adjutant General von Idaho.

## Persönliches Leben
Edward Curtis war seit 1856 mit Susan L. Frost verheiratet, mit der er vier Kinder hatte.  Er starb im Dezember 1895 und wurde am 31. dieses Monats in Boise beigesetzt.